# Preplasmiviricota
Embranchement
Familles de rang inférieur
- Adenoviridae
- Corticoviridae
- Lavidaviridae
- Tectiviridae
- Turriviridae

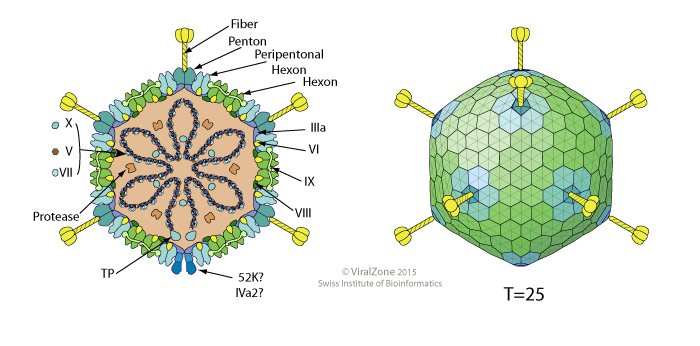
Adenoviridae virion

Les Preplasmiviricota sont un embranchement de virus.

## Taxonomie
Cet embranchement contient deux classes, cinq ordres et cinq familles :
- Maveriviricetes
  - Priklausovirales
    - Lavidaviridae
- Tectiliviricetes
  - Belfryvirales
    - Turriviridae

  - Kalamavirales
    - Tectiviridae

  - Rowavirales
    - Adenoviridae

  - Vinavirales
    - Corticoviridae